# Mannó Alajos
Mannó Alajos (Debrecen, 1816. május 16. – Pest, 1846. január 13.) hites gyógyszerész.

## Élete
1822-től 1829-ig szülővárosában járta középiskoláit; azután 1831-ig Pesten folytatta tanulmányait. A gyógyszerészi pályára lépett és Debrecenben gyakornokoskodott. 1837-ben Pestre ment és a gyógyszerészi oklevelet megszerezvén, a városi gyógyszertárban működött. Miután vagyontalan lévén, átlátta, hogy gyógyszertárt nem vehet, a gyógyszerészi pályát elhagyta és orvosi tudományokat hallgatott; előbb azonban a bölcseleti tanfolyamot kellett elvégeznie és csak azután iratkozott be az orvosi szakra. Mielőtt ezt bevégezte volna, mint IV. éves orvosnövendék meghalt.
Cikkei az Orvosi Tárban (1842. II. Marsh mireny, Arsenik, kémmódja); a Magyar Gazdában (1842. Iparügy, 1844. Biztos óvszer a marhadög ellen); a Pesti Divatlapban (1845. II. 32. sz. A gleichenbergi forrás).

## Munkái
- Vegytani gyógyszerisme. Pest, 1841.
- Orvosgyógyszerészi vegytan, . Ugyanott, 1842. (Mely e szakban magyar nyelven az első).
- Mezőgazdaság népszerű kézikönyve. Schlipf ötven aranyas pályadíjat nyert munkája után némi hasznos jegyzetekkel bővítve szabadon fordítá. Uo. 1843. (A szövegbe nyomott 81 fametszvénynyel. 2. tetemesen bőv. és javított kiadás. Uo. 1845).